# Dignathodon gracile
Dignathodon gracile är en mångfotingart som först beskrevs av Carl Graf Attems 1952.  Dignathodon gracile ingår i släktet Dignathodon och familjen Dignathodontidae. Inga underarter finns listade i Catalogue of Life.